# Vía X 2
Vía X 2 es un canal de televisión por suscripción chileno que funciona como la señal complementaria del canal de variedades Vía X; a diferencia de este último, solo emite en alta definición. 
Comenzó sus trasmisiones como Via X HD el 9 de agosto de 2011 en exclusiva para la cableoperadora VTR. Luego fue incluido en la grilla de Claro TV y a finales de 2021 se incorporó a la grilla de WOM TV.
Anteriorimente Vía X 2 emitía producciones originales en su programación, como programas de corte juvenil, cine y series, con un énfasis en rock nacional. Además, tuvo un breve paso a espacios de e-Sports, que tiempo después se creó una señal propia llamada Vía X Esports.  
En la actualidad, el canal solo muestra programas musicales con variados conductores. 

## Historia
El 17 de febrero de 2016, la proveedora de televisión VTR comunicó a sus clientes la pronta eliminación de Vía X 2 HD y sus canales hermanos Zona Latina, ARTV y Vía X a partir del 18 de abril. Sin embargo, el 23 de febrero de 2016, la corte acogió la demanda por parte de TVI S.A en contra de VTR por retirar sus canales. Por la orden del 22° Juzgado Civil de Santiago, este obliga a VTR a mantenerlo en la grilla.
Finalmente la demanda fue rechazada, por lo que en la madrugada del 13 de julio de 2016, VTR saca definitivamente de su parrilla este canal junto a los de TVI y Filmocentro.
Finalmente después de tres años fuera de la grilla programática de VTR anunció que el 16 de agosto de 2019 se reincorporan los canales de TVI eliminando a los canales Antena 3 SD, TVE, América TV Internacional y eltrece Internacional HD. Sin embargo, esta última noticia causó indignación en sus clientes.

## Programación actual
- Bis, sonido en vivo
- Moov
- Solo Chilenxs
- Lista X
- Doble Dosis
- Venasiami
- Video Clips HD